# Goa (Camarines Sur)
Goa (Bayan ng Goa) är en kommun i Filippinerna. Kommunen ligger på ön Luzon, och tillhör provinsen Camarines Sur. Folkmängden uppgår till 63 308 invånare år 2015.

## Barangayer
Goa är indelat i 34 barangayer.
| - Ryan Belza - Bagumbayan Grande (Pob.) - Bagumbayan Pequeño (Pob.) - Denmark Tabuzo - Belen (Pob.) - Buyo - Cagaycay - Catagbacan - Digdigon - Gimaga - Halawig-Gogon - Hiwacloy - La Purisima (Pob.) - Lamon - L. Padua (formerly Matacla) - Maymatan - Maysalay - Napawon (Napunuon) | - Panday (Pob.) - Payatan - Pinaglabanan - Salog - San Benito (Pob.) - San Isidro West - San Isidro (Pob.) - San Jose (Pob.) - San Juan Bautista (Pob.) - San Juan Evangelista (Pob.) - San Pedro (Aroro) - Scout Fuentebella - Tabgon - Tagongtong - Tamban (Mabini) - Taytay (Halgon East) - Taytay (Upper Culasi) |